# Sierra de Moncayo

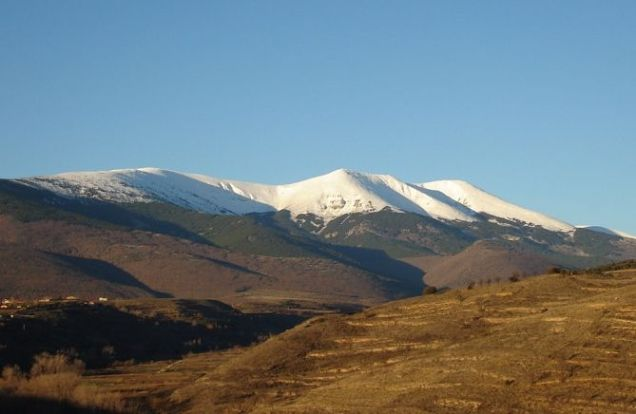
Sierra de Moncayo von Alcalá de Moncayo (Saragossa) aus

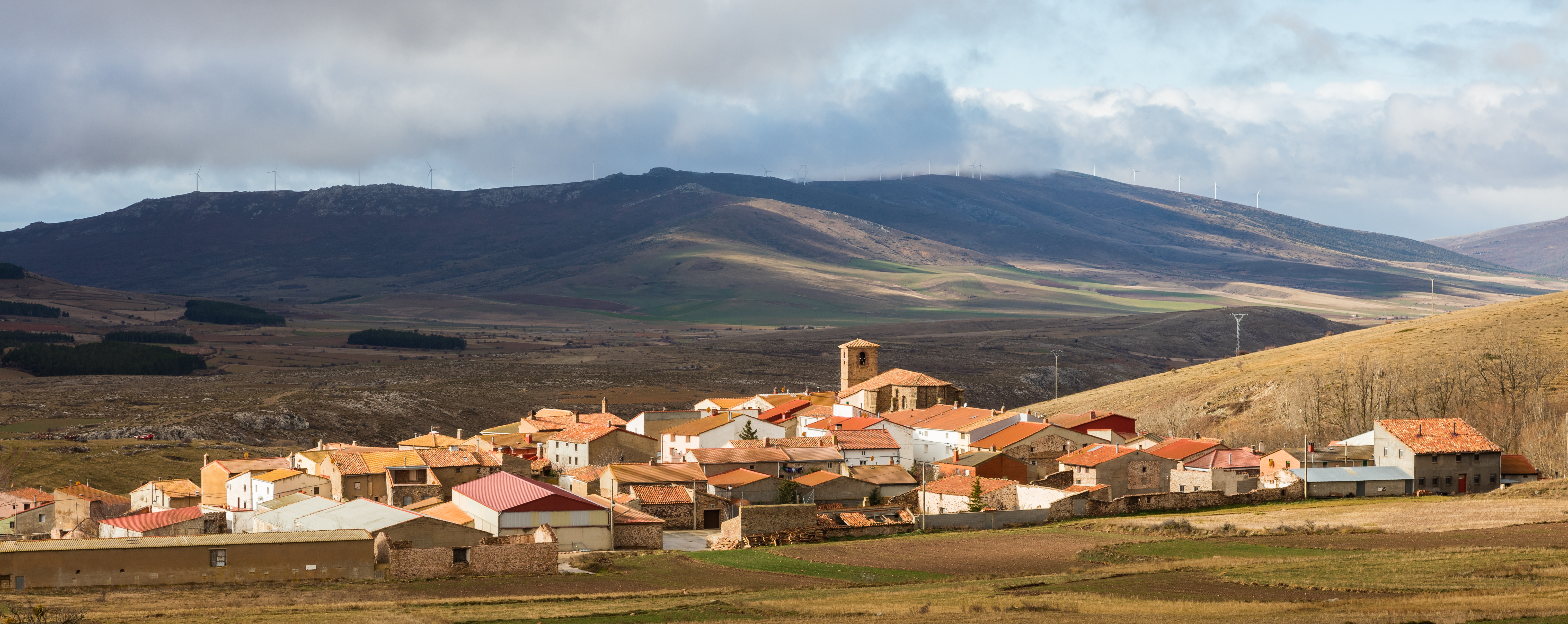
Sierra de Moncayo von Beratón (Soria) aus

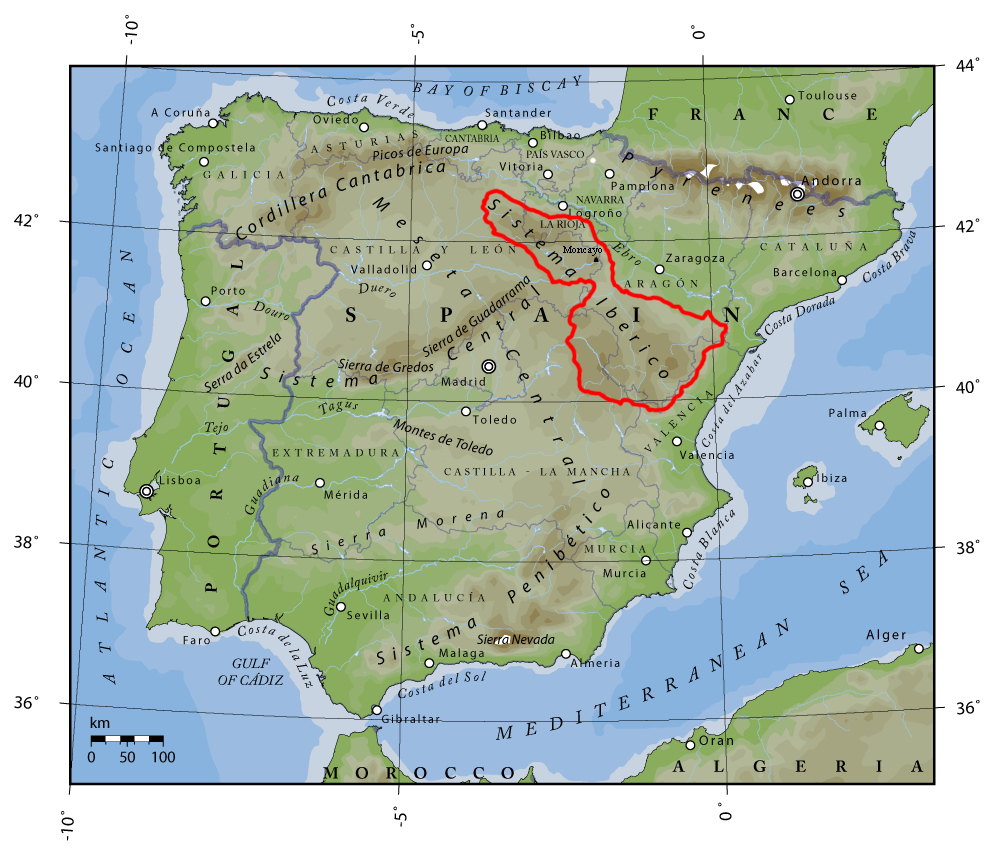
Iberisches Gebirge

Die maximal 2315 m hohe Sierra de Moncayo ist der höchste Abschnitt des Iberischen Gebirges (span. Sistema Ibérico) und somit eine der höchsten Erhebungen im spanischen Binnenland. Der eine Gesamtfläche von ca. 11.000 ha umfassende Gebirgsabschnitt ist seit 1978 als Naturpark (Parque Natural del Moncayo) ausgewiesen. Das ganze Gebiet der Sierra de Moncayo gehört zur dünnbesiedelten Serranía Celtibérica.

## Geografie
Die zur altkastilischen Kette des Iberischen Gebirges gehörende Sierra de Moncayo bildet die Grenze zwischen den Provinzen Soria in Altkastilien und Saragossa in Aragonien und ist zugleich Teil der Hauptwasserscheide der Iberischen Halbinsel zwischen dem Atlantischen Ozean und dem Mittelmeer.
Bei einer Breite von circa drei bis sieben Kilometer erstreckt sich die Sierra de Moncayo über eine Gesamtlänge von nur etwa 15 Kilometer in Nordwest-Südost-Richtung. Das Gebiet ist in den tiefer liegenden Bereichen bewaldet. Die Kuppen der drei bedeutendsten Gipfel (Moncayo 2315 m, Lobera 2226 m, Peña Negra 2118 m) sind dagegen mit Steingeröll bedeckt (weitere Gipfel sind: San Juan 2283 m, Morca 2273 m und Peña Negrilla 2171 m).
Zahlreiche Bäche haben ihren Ursprung auf der im Winter oft schneebedeckten Nordostseite der Sierra de Moncayo – viele von ihnen formen später den Río Huecha, einen Nebenfluss des Ebro. Die Wasser der auf der Westseite des Gebirges auf den Gemeindegebieten von Borobia und Beratón (Soria) entspringenden Flüsse Río Manubles und Río Isuela fließen über den Río Jalón bzw. den Río Aranda ebenfalls den Ebro.

## Flora
Die Sierra de Moncayo zeichnet sich durch eine hohe Biodiversität aus, da je nach Höhenlage entweder mediterrane oder mitteleuropäische Arten dominieren. Im Gegensatz zum tiefer gelegenem Umland, wo typische Vertreter, wie Stein- und Pyrenäeneiche oder auch Mandel- und Olivenbäume vorherrschen, letztere sind das Ergebnis intensiver Landwirtschaft, ist es in den höheren Lagen wesentlich feuchter, sodass dort ein gemäßigter Mischwald vorzufinden ist, der aus Buchen, Eichen und Birken besteht. Zudem finden sich auch Nadelhölzer, wie die Waldkiefer. Die höchsten Lagen sind von Buschland geprägt. Einer der Vertreter ist Cytisus oromediterraneus, der die Berghänge im Frühsommer durch seine gelben Blüten leuchten lässt.

## Besteigung
Da sich im Westen das über 1000 m hohe Hochland der Provinz Soria anschließt, ist der Anblick von der nur etwa 500 bis 800 m hoch gelegenen Nordostseite deutlich beeindruckender; von Alcalá de Moncayo, Añon de Moncayo, San Martín de la Virgen de Moncayo starten auch die meisten Bergtouren.